# Quartieri di Parma

## Evoluzione storica
Durante l'epoca napoleonica, mentre il Comune di Parma era circoscritto entro le mura dei bastioni (riconoscibili dai viali di circonvallazione che circondano il centro cittadino e l'Oltretorrente), per effetto del decreto Nardon del 1806 i terreni circostanti vennero eretti a comuni (mairie), che consistevano in ampie zone agricole e piccoli centri abitati:
- Cortile San Martino (a nord)
- Golese (a nord-ovest)
- Marore (a sud-est)
- San Donato d'Enza (a nord-est)
- San Martino Sinzano (a sud-ovest)
- San Pancrazio Parmense (a ovest)
- Vigatto (a sud)

Nel 1866 il comune di San Martino Sinzano, per motivi di scarsa popolazione, fu soppresso e i suoi territori furono spartiti tra i comuni di Parma, Collecchio e San Pancrazio Parmense.
Nel 1870 i due comuni di San Donato d'Enza e Marore vennero accorpati nel comune unico di San Lazzaro Parmense (emblematica, nell'antico stemma comunale, la stretta di mano simbolica tra i due territori).
Esaurito l'abbattimento della cinta muraria agli inizi del XX secolo, sotto la giunta del sindaco Giovanni Mariotti, il Comune di Parma ebbe la necessità di ampliarsi dal punto di vista produttivo e industriale a nord, dal punto di vista sanitario a ovest (con la costruzione del nuovo Ospedale Maggiore) e dal punto di vista residenziale a sud e a est. Con due Regi Decreti nel 1923 e 1924, il Comune di Parma allargò i propri confini inglobando in sé quelle parti dei comuni limitrofi che prima erano appena fuori dalle mura.
Con il Regio Decreto 337 del 1943, gli interi comuni limitrofi furono sciolti e annessi come Delegazioni del Comune di Parma. Nacquero così i nuovi quartieri Pablo (in parte da Golese e in parte da San Pancrazio Parmense), Molinetto (da San Pancrazio Parmense), San Leonardo (da Cortile San Martino), Lubiana e Cittadella (da San Lazzaro).
Nel 1979 le Delegazioni e i Quartieri vennero agglomerati in Circoscrizioni (Parma Centro, Oltretorrente-Molinetto, Pablo-Golese-San Pancrazio, San Leonardo, Lubiana-San Lazzaro, Cittadella, e Montanara-Vigatto).
Nel 2002 vennero abolite le Circoscrizioni, riformulate alcune aree territoriali, e il Comune venne nuovamente diviso in 13 Quartieri (ognuno con i propri organi istituzionali elettivi).
Nel 2010, per effetto delle revisioni degli enti locali, cessarono le funzioni istituzionali ed elettive dei Quartieri, ora solo nominali.

### Quartieri di Parma e popolazione residente
Dati riferiti al 31 dicembre 2015:
| N° Q.re | Quartiere              | Popolazione (ab.) |
| ------- | ---------------------- | ----------------- |
| 1       | Parma Centro           | 19 483            |
| 2       | Oltretorrente          | 8 386             |
| 3       | Molinetto              | 18 621            |
| 4       | Pablo                  | 15 142            |
| 5       | Golese                 | 9 736             |
| 6       | San Pancrazio          | 9 900             |
| 7       | San Leonardo           | 19 483            |
| 8       | Cortile San Martino    | 6 243             |
| 9       | Lubiana                | 25 819            |
| 10      | San Lazzaro            | 10 896            |
| 11      | Cittadella             | 23 572            |
| 12      | Montanara              | 13 373            |
| 13      | Vigatto                | 11 080            |
|         | Totale Comune di Parma | 191 734           |

## Quartieri

### Parma Centro
Quartiere 1

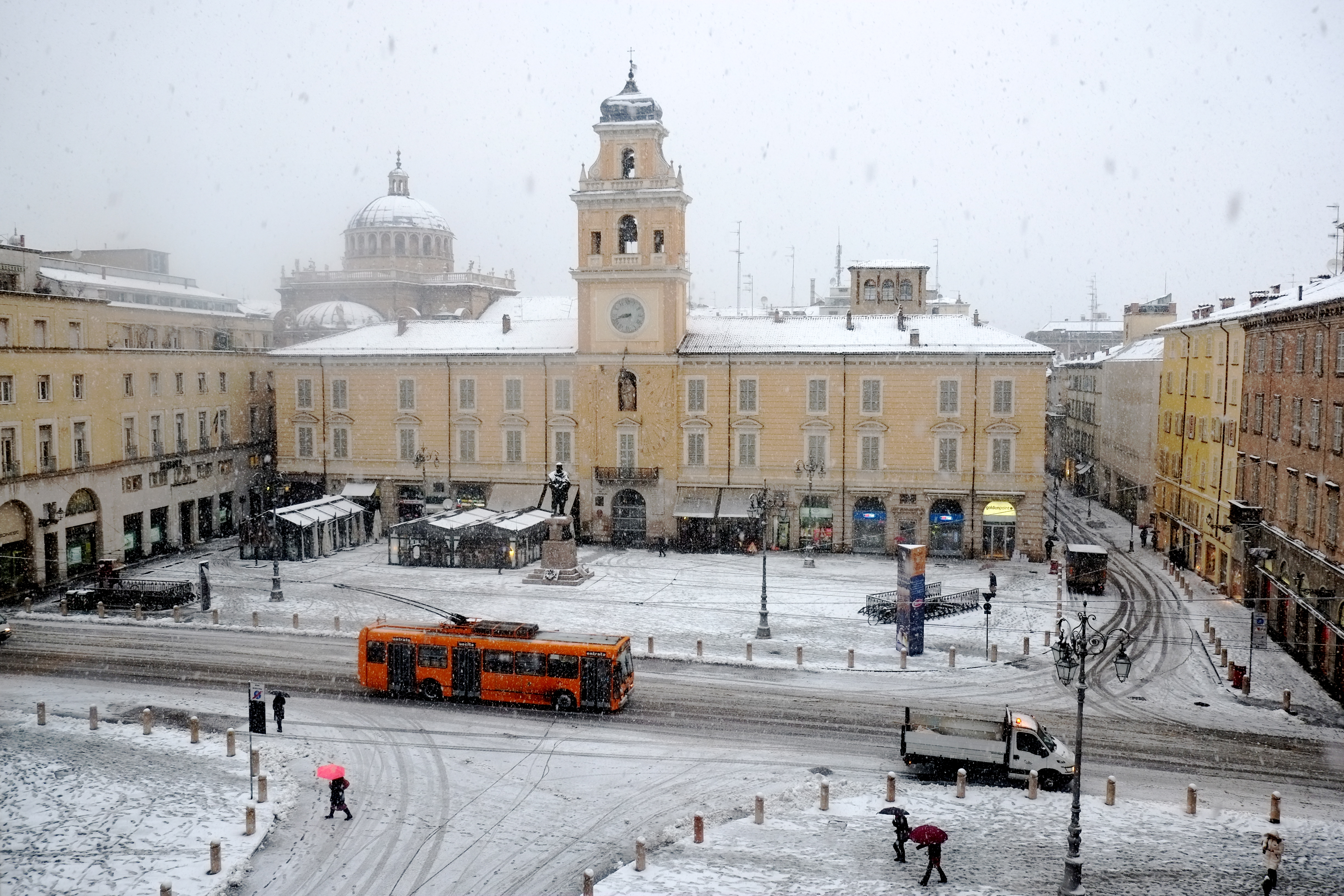
Piazza Garibaldi innevata

Antico ed elegante quartiere centrale, è delimitato dal torrente Parma ad ovest, dalla linea ferroviaria Milano-Bologna a nord, da via Mantova ad est e da viale Partigiani d'Italia e dallo stradone Martiri della Libertà a sud. Rappresenta il più antico nucleo della città, dove si possono ammirare molti dei più importanti monumenti storici cittadini accanto ad alcuni prestigiosi edifici più recenti. Caratterizzato da numerose piazze, ampie strade e più stretti borghi negli anni riqualificati, è sede di manifestazioni culturali e mercatini tradizionali.

### Oltretorrente
Quartiere 2

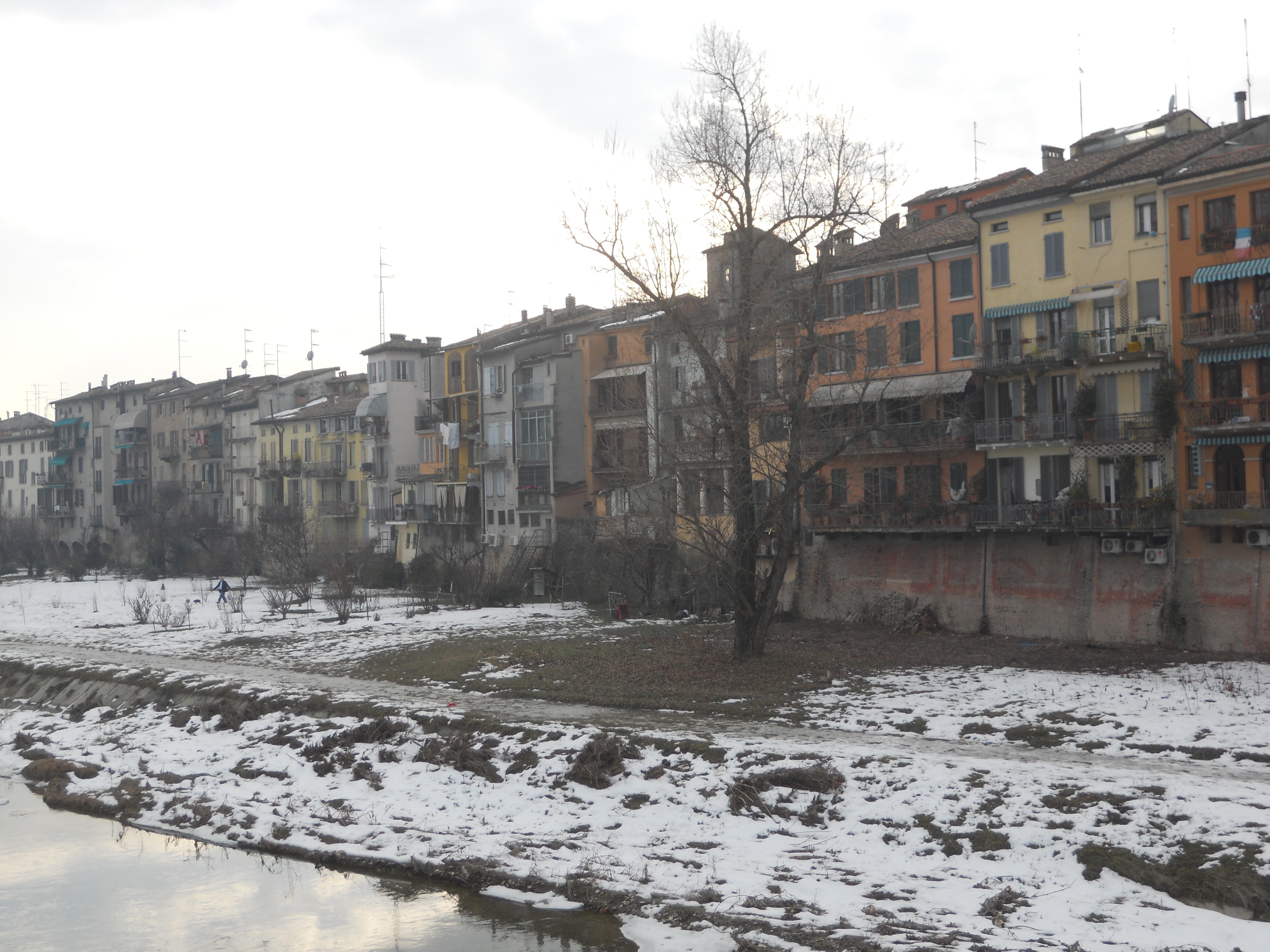
Case dell'Oltretorrente

Storico quartiere centrale, è delimitato dal torrente Parma ad est e dai viali di circonvallazione a sud, ad ovest ed a nord. Ricco di antichi ed importanti monumenti, rappresenta al meglio il carattere dei parmigiani: autentico, schietto e generoso. Costituisce il quartiere più multirazziale della città, in cui più di 1/4 dei residenti è di origini etniche straniere. Negli anni gli sforzi del Comune sono stati mirati alla riqualificazione di luoghi e arredi urbani del quartiere ed alla creazione di nuovi centri di produzione culturale.
(Scritta apparsa sui muri dell'Oltretorrente dopo la rivolta popolare del 1922 che contrastò con barricate le milizie fasciste comandate da Italo Balbo)

### Molinetto
Quartiere 3
Popoloso quartiere a sud-ovest del centro, è delimitato dal torrente Parma e dal torrente Baganza ad est, dal comune di Collecchio a sud, dalla linea ferroviaria Parma-La Spezia ad ovest e da via Volturno, via Fleming, confine dell'area dell'ex padiglione ospedaliero Rasori, viale Rasori e viale dei Mille a nord. Si sviluppa attorno a via La Spezia ed è prevalentemente a vocazione residenziale, pur presentando al suo interno anche pubblici servizi, circoli e associazioni varie oltre al cimitero monumentale della Villetta. Fino al 1943 era parte dell'antico Comune di San Pancrazio. Deriva il suo nome probabilmente dalla forte concentrazione di mulini ad acqua presenti nella zona fino ai primi dell'Ottocento.
Frazioni
- Scarzara
- Vigheffio

### Pablo
Quartiere 4
Popoloso quartiere a nord-ovest del centro, è delimitato dalla linea ferroviaria Parma-La Spezia ad ovest, dal Poligono di Tiro di via Reggio a nord, dal torrente Parma e dai viali di circonvallazione ad est e da viale Rasori e via Volturno a sud. Risalente al secondo dopoguerra, si sviluppa attorno all'Ospedale Maggiore ed a viale Piacenza, ove ha sede l'Autorità Europea per la Sicurezza Alimentare (EFSA). Era parte degli antichi comuni di Golese ("Prati Bocchi") e di San Pancrazio ("Prati di Valera") e fu intitolato al partigiano Giacomo di Crollalanza detto "Pablo".

### Golese
Quartiere 5

Lo stemma dell'ex Comune di Golese

Esteso quartiere a Nord-Ovest del Comune, è delimitato dal fiume Taro ad ovest, dai comuni di Trecasali e di Torrile a nord, dal torrente Parma ad est e dal Poligono di Tiro di via Reggio e dalla linea ferroviaria Milano-Bologna a sud. Attraversato dall'Autostrada del Sole e dalla linea ferroviaria ad alta velocità, vi hanno sede importanti infrastrutture quali l'aeroporto "Giuseppe Verdi" ed il polo fieristico della città. Fu comune autonomo fino al 1943. Dopo la riformulazione dei quartieri di Parma nel 2002, la frazione di Eia e quella di Fraore, a nord della Ferrovia MI-BO, passarono sotto il quartiere Golese.
Frazioni
- Baganzola
- Castelnovo a sera
- Cervara
- Cornocchio
- Eia
- Fognano
- Fraore di Golese
- Roncopascolo
- Viarolo di Parma
- Vicomero di Parma

### San Pancrazio
Quartiere 6

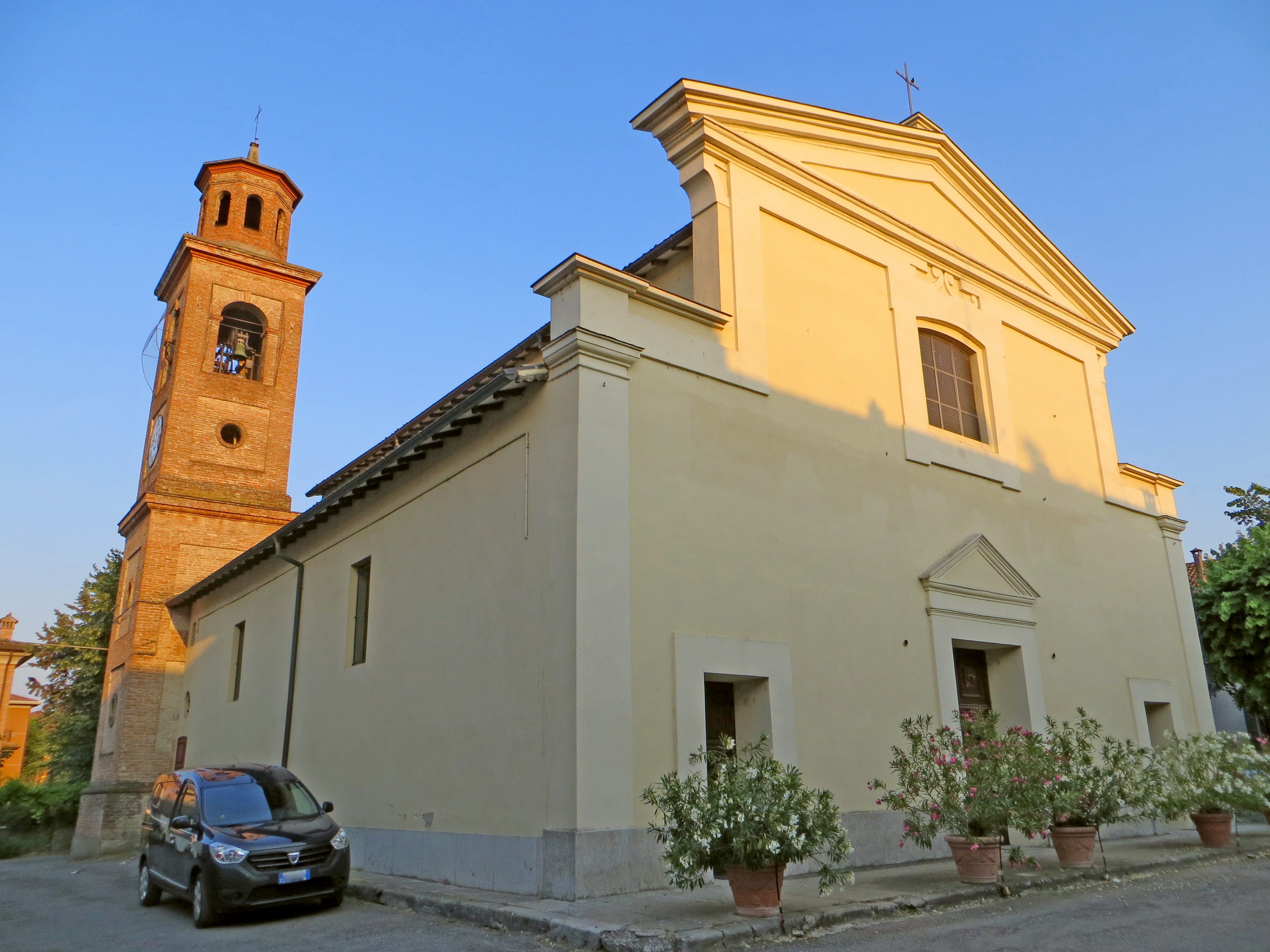
Pieve di San Pancrazio Martire a San Pancrazio

Lo stemma dell'ex Comune di San Pancrazio

Quartiere piuttosto esteso ad ovest del Comune, è delimitato dal fiume Taro ad ovest, dalla linea ferroviaria Milano-Bologna a nord, dalla linea ferroviaria Parma-La Spezia ad est e dal comune di Collecchio a sud. Vi si possono ammirare la pieve di San Pancrazio a San Pancrazio e la pieve di San Geminiano a Vicofertile, oltre a diverse ville d'epoca dislocate sul territorio, tra cui la pregevole Villa Levi-Tedeschi. Fu comune autonomo fino al 1943.
Frazioni
- Crocetta
- Fraore di San Pancrazio
- Pontetaro di Parma
- San Pancrazio Parmense
- Valera
- Vicofertile
- Vigolante

### San Leonardo
Quartiere 7

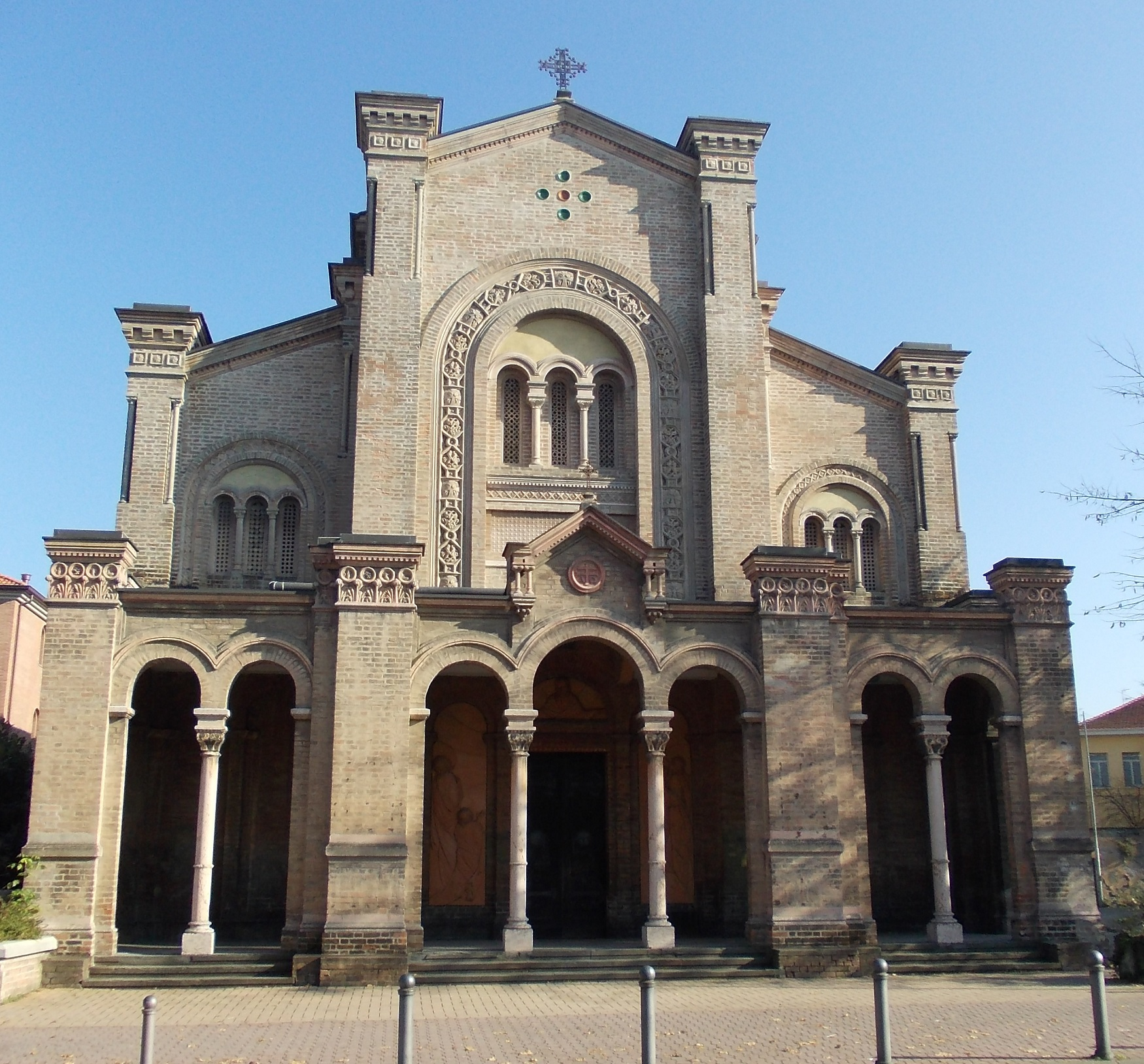
La chiesa di San Leonardo

Popoloso e commerciale quartiere a nord del centro, è delimitato dal torrente Parma ad ovest, dalla Tangenziale nord a nord, da via Benedetta e via Mantova ad est e dalla linea ferroviaria Milano-Bologna a sud. Caratterizzato da un'alta densità abitativa e varietà di negozi, si sviluppa attorno a via Trento e via San Leonardo, ove sorge la chiesa di San Leonardo. Quartiere dalla forte connotazione sociale, multietnica ed urbana, è da anni oggetto di ampi interventi di riqualificazione, riguardanti prevalentemente la stazione ferroviaria di Parma, il comparto Pasubio, il centro commerciale Euro Torri e l'ex area industriale della vetreria Bormioli Rocco. Fino al 1943 era parte dell'antico Comune di Cortile San Martino.

### Cortile San Martino
Quartiere 8

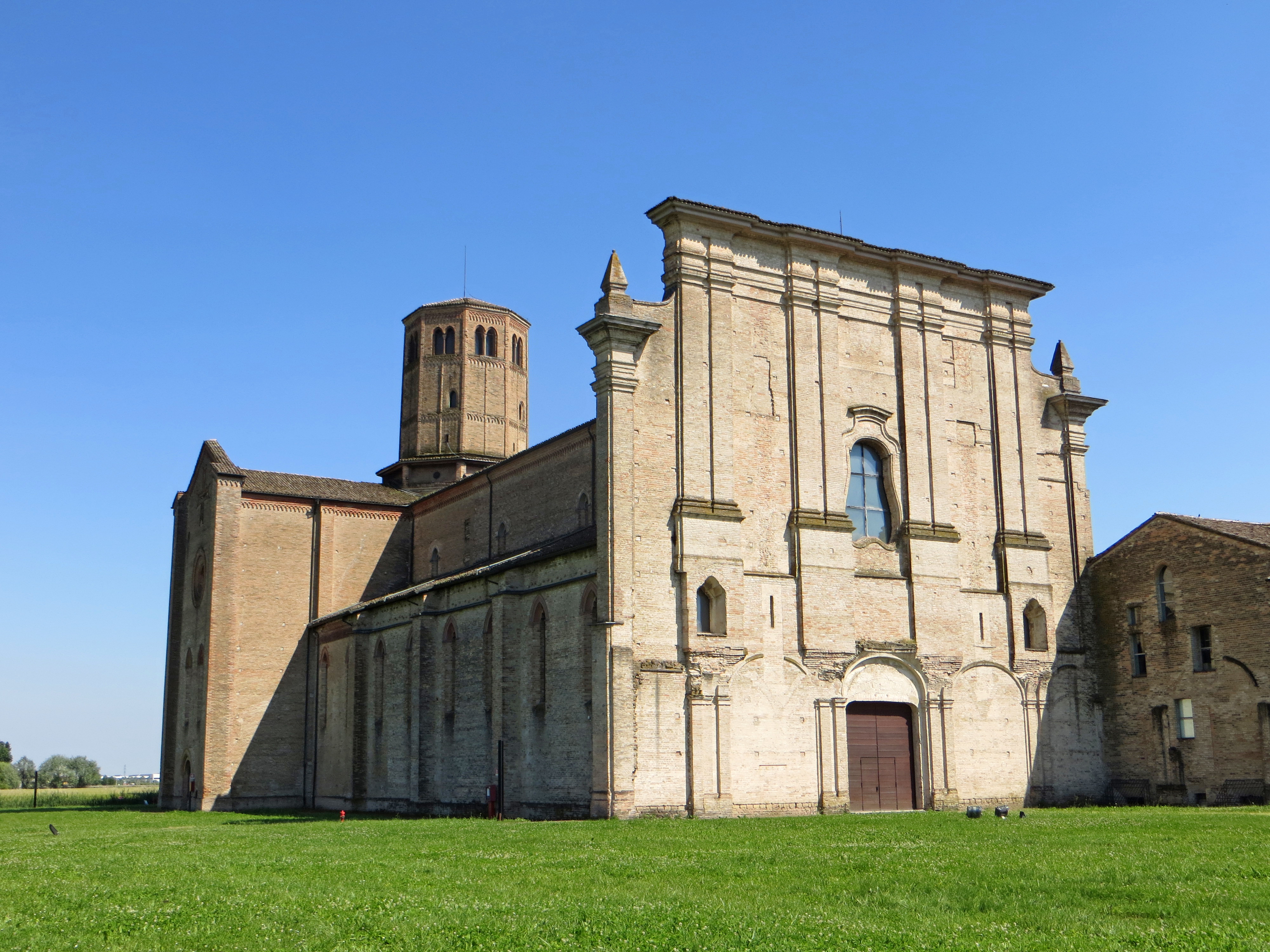
Abbazia di Valserena

Vasto quartiere pianeggiante a nord del Comune, è delimitato dal torrente Parma ad ovest, dal Comune di Torrile a nord, dal comune di Sorbolo ad est e da via Benedetta e dalla Tangenziale Nord a sud. È attraversato dall'Autostrada del Sole e dalla linea ferroviaria ad alta velocità. A vocazione prevalentemente agricola ed industriale, ospita importanti realtà industriali e commerciali della città, tra cui il centro commerciale Centro Torri, l'Ikea ed il quartiere industriale SPIP. Vi si può ammirare l'antica abbazia di Valserena, sede dello CSAC, comunemente ma erroneamente nota come certosa di Paradigna, che ispirò Stendhal nella stesura del celeberrimo romanzo La Certosa di Parma. Fu comune autonomo fino al 1943.
Frazioni
- Baganzolino
- Borghetto (o Castelnovo a mane)
- Case Vecchie
- Moletolo
- Paradigna
- Pedrignano
- Pizzolese
- Ravadese
- San Martino
- Santa Elisabetta
- Ugozzolo

### Lubiana
Quartiere 9
Popoloso quartiere residenziale a sud-est del centro, è delimitato da via Traversetolo e via Zarotto ad ovest, pressappoco dalla via Emilia a nord, dal torrente Enza ad est, al confine con la provincia di Reggio nell'Emilia, e dal Comune di Montechiarugolo, da strada Sant'Anna in Malandriano, strada Cava di Malandriano, strada Bertoli, strada Bassa Nuova e tratti di campagna a sud. Quartiere più abitato della città di Parma, si sviluppa attorno a piazzale Lubiana. Sviluppatosi soprattutto a partire dagli anni sessanta e settanta del Novecento e nell'ultimo decennio, presenta tuttavia importanti tracce storiche soprattutto nelle piccole frazioni, tra cui Villa Petitot. Fino al 1943 era parte dell'antico Comune di San Lazzaro.
Frazioni
- Coloreto
- Marore
- Martorano
- San Prospero Parmense

### San Lazzaro
Quartiere 10

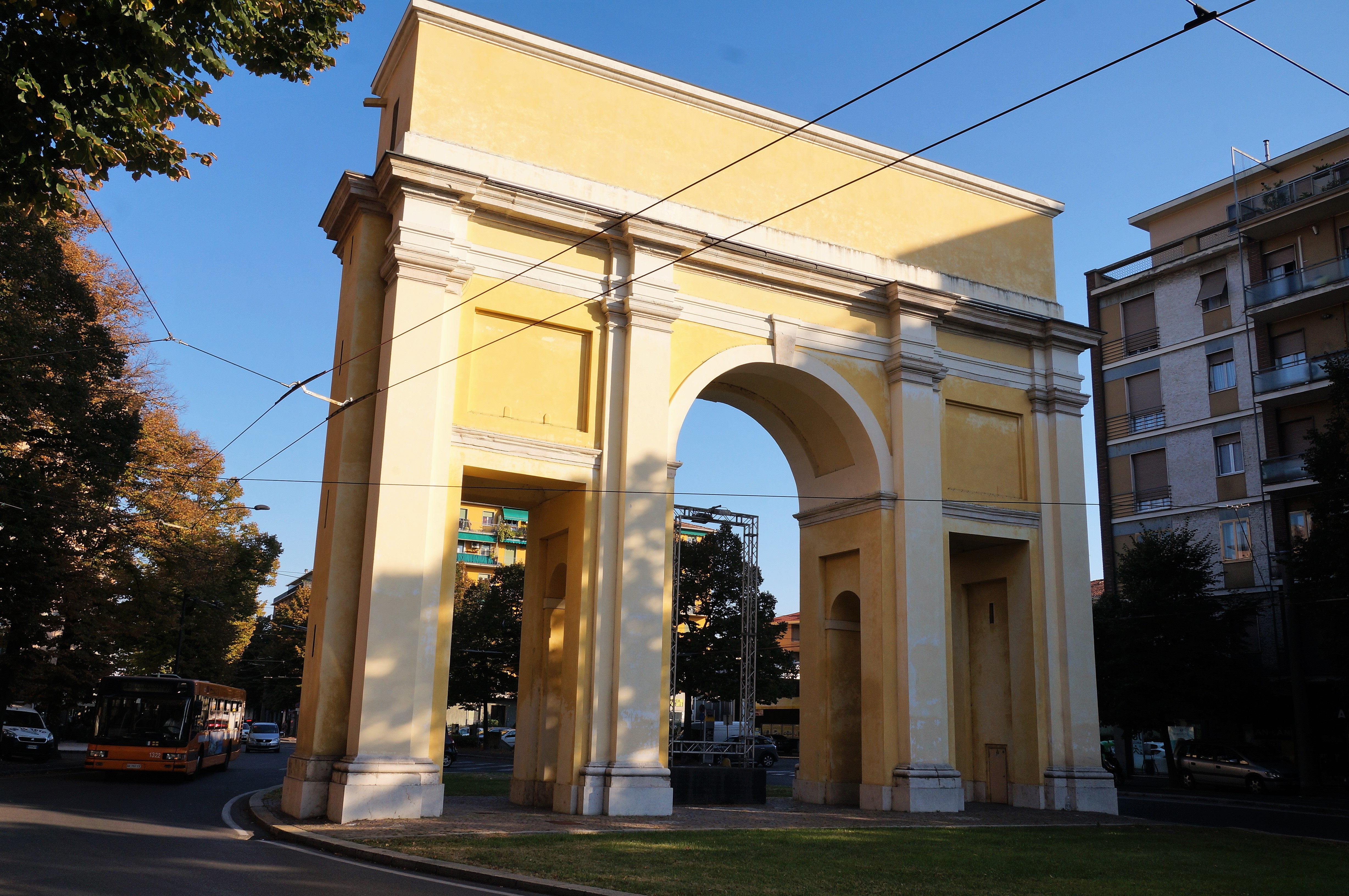
Arco di San Lazzaro

Lo stemma dell'ex Comune di San Lazzaro

Quartiere piuttosto esteso a nord-est del centro, è delimitato pressappoco da via Mantova ad ovest, dal Comune di Sorbolo a nord, dal torrente Enza ad est, al confine con la provincia di Reggio nell'Emilia, e dalla via Emilia a sud. Attraversato per tutta la lunghezza dalla linea ferroviaria Milano-Bologna e, più a nord, dall'Autostrada del Sole e dalla linea ferroviaria ad alta velocità, presenta a sud una zona urbana residenziale, densamente popolata, caratterizzata dall'antico lazzaretto, meglio noto come "Rocca di San Lazzaro", e dall'Arco di San Lazzaro; nelle prime campagne si può inoltre ammirare la Certosa di San Girolamo, attuale sede della Polizia Penitenziaria. Fu comune autonomo dal 1870 (in seguito all'unione dei Comuni di San Donato e di Marore) al 1943.
Frazioni
- Beneceto
- Casalbaroncolo
- Casaltone di Parma
- Casello
- Il Moro
- San Donato
- Vicopò

### Cittadella
Quartiere 11

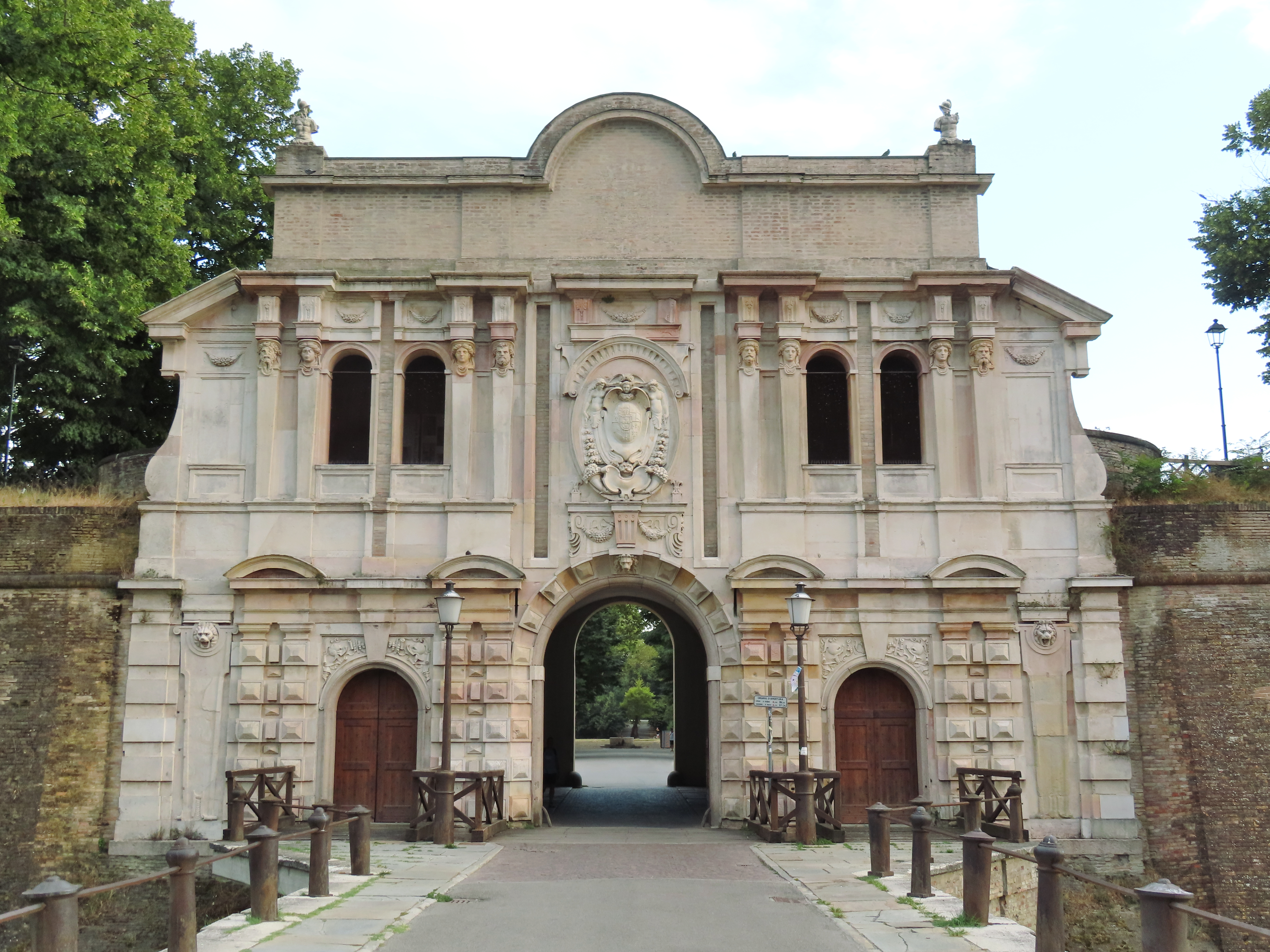
Cittadella

Esclusivo ed elegante quartiere a sud del centro, è delimitato dal torrente Parma ad ovest, dallo stradone Martiri della Libertà e da viale Partigiani d'Italia a nord, da via Zarotto, via Traversetolo, tratti di campagna fino a strada Bassa Nuova, strada Bertoli, strada Cava di Malandriano e strada Sant'Anna in Malandriano ad est e dal Comune di Montechiarugolo a sud. Caratterizzato dalla presenza di antiche residenze nobiliari e raffinati villini (tra cui Villa Picedi ed il Villino Bonazzi in città e Villa Simonetta a Porporano), intervallati da ampie zone a verde, si sviluppa attorno alla cinquecentesca fortezza della Cittadella, oggi importante parco cittadino. Vi si ammirano anche i settecenteschi Stradone e Casinetto Petitot, da un secolo affiancato dallo stadio Ennio Tardini. Fino al 1943 era parte dell'antico Comune di San Lazzaro.
Frazioni
- Botteghino
- Malandriano
- Marano
- Mariano
- Porporano
- Pilastrello

### Montanara
Quartiere 12
Popolare quartiere residenziale a sud del centro, è delimitato dal torrente Baganza ad ovest ed a nord, dal torrente Parma ad est e dalla Tangenziale Sud a sud. Spopolato fino agli anni trenta del novecento, durante il regime fascista vi si insediarono alcune migliaia di persone, per lo più cittadini considerati indesiderabili dal regime; la zona, detta allora "Baia del Re", fu per anni caratterizzata dai "capannoni", termine che indicava indistintamente questi abitanti e le loro abitazioni. Successivamente oggetto di importanti riqualificazioni sia urbanistiche che sociali, si sviluppa oggi attorno alla popolosa e ben servita via Montanara. Fino al 1923 era parte dell'antico Comune di Vigatto.

### Vigatto
Quartiere 13

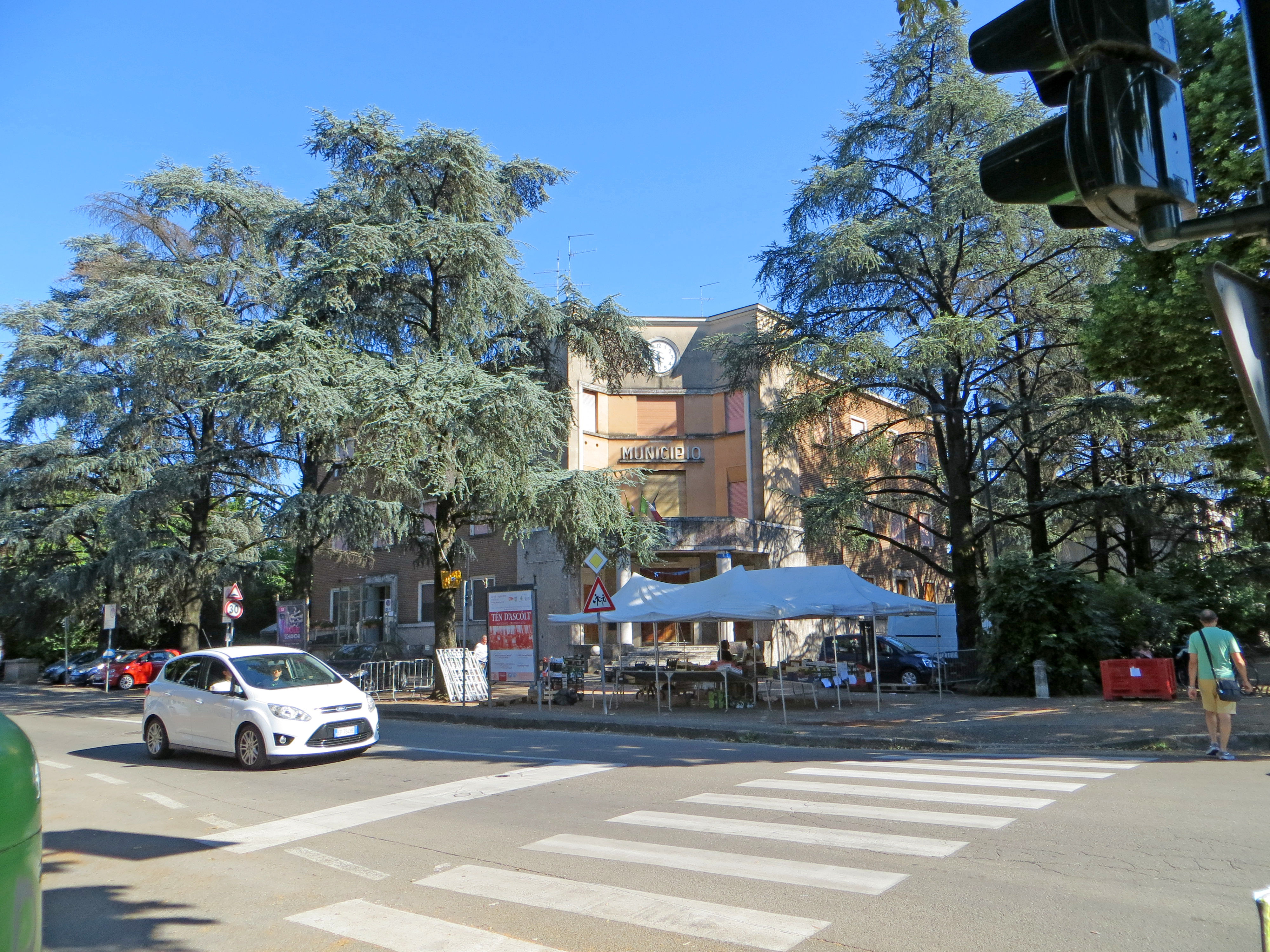
Ex municipio di Vigatto a Corcagnano

Lo stemma dell'ex Comune di Vigatto

Esteso e verde quartiere a sud del Comune, è delimitato dal torrente Baganza ad ovest, dalla Tangenziale Sud a nord, dal torrente Parma ad est e dai Comuni di Langhirano e di Felino a sud. Oggi quartiere più vasto del Comune di Parma, si sviluppa attorno a via Langhirano ed al campus universitario. Vi si possono ammirare la pieve dei Santi Ippolito e Cassiano a Gaione, oltre a diverse ville d'epoca dislocate sul territorio, tra cui la cinquecentesca Villa Malenchini a Carignano. Fu comune autonomo fino al 1943, quando tuttavia rivendicò e riottenne la propria autonomia presso il Ministero dell'Interno, creando un contenzioso con il Comune di Parma e uno status amministrativo non chiaro, risolto solo nel 1962, col definitivo passaggio sotto l'amministrazione cittadina.
Frazioni
- Alberi
- Carignano
- Corcagnano
- Gaione
- Panocchia
- San Ruffino
- Vigatto